# Ana María Molina
Ana María Molina de Riera ( 1947 - ) es una botánica y curadora argentina. Es investigadora del INTA: en el Jardín Botánico Arturo E. Ragonese (JBAER), en el "Instituto de Recursos Biológicos, CIRN, INTA Castelar, provincia de Buenos Aires.
Posee un Doctorado en Ciencias Biológicas, otorgado por la "Facultad de Ciencias Naturales e "Instituto Miguel Lillo" de la Universidad Nacional de Tucumán.

## Algunas publicaciones
- Favret, E., Fuentes, N., Molina, A. M., Setten, L. 2008. Description and interpretation of the bracts epidermis of Gramineae (Poaceae) with Rotated Image with Maximum Average Power Spectrum (RIMAPS) technique. Micron.
- -----------, -----------, -----------, -----------. 2007. RIMAPS Analysis of Biological Surfaces: New Studies and Results. Microscopy and Microanalysis 13 (Suppl 2) 286-287
- Elechosa, Miguel A.; Molina, Ana M.; Juárez, Miguel A.; Van Baren, Catalina; Di Leo Lira, Paola; Bandoni, Arnaldo L. 2007. Estudio comparativo del aceite esencial de Minthostachys mollis (Kunth) Griseb. “peperina” obtenido de colectas en 21 poblaciones de las provincias de Tucumán, Córdoba, San Luis y Catamarca. BLACPMA 6 (5): 244-245
- Fernández, Elda A, Martínez, Eduardo; Juárez, Miguel A.; Elechosa, Miguel A, Molina, Ana M.; van Baren, Catalina; Di Leo Lira, Paola; Bandoni, Arnaldo L. Estudio del aceite esencial de Hedeoma multiflorum Benth. (Lamiaceae) “peperina de las lomas” obtenido de poblaciones naturales en la provincia de San Luis. BLACPMA 6 (5): 246-247
- Juárez, Miguel A.; Elechosa, Miguel A., Molina, Ana M.; Viturro Carmen I.; Molina Ana C.; Heit Cecilia. 2007. Estudio del aceite esencial de Lippia junelliana (Mold.) Tronc. obtenido de colectas en Tucumán, Argentina. BLACPMA 6 (5): 254-255
- Viturro Carmen I.; Molina Ana C.; Heit Cecilia.; Elechosa Miguel A.; Molina Ana M.; Juárez Miguel A. 2007. Evaluación de la composición de los aceites esenciales de Satureja boliviana, S. odora y S. parvifolia, obtenidos de colectas en Tucumán, Argentina. BLACPMA 6 (5): 288-289
- Favret, E.; Molina, A. M. 2007. The natural patterns of self-cleaning surfaces: Micro-nano topography analysis of superhydrophobic leaves. 2nd World Scientific Congress Challenges in Botanical Research and Climate Change. Delft. Holanda. 2nd World Scientific Congress Challenges in Botanical Research and Climate Change. 30/6 - 5/7. Delft. Holanda
- -----------, -----------. 2007. Encuentro NanoMercosur 2007: Ciencia, Empresa y Medio Ambiente, Fundación Argentina de Nanotecnología. Palacio San Miguel, Ciudad de Buenos Aires (presentación de 2 pósteres)
- Di Leo Lira, P; Elechosa, M. A; van Baren, C.M; Juárez, M. A.; Molina, A. M.; Bandoni, A.L.; Fernández, E. A.; Martínez, E. 2007. Composición del aceite esencial de Acantholippia seriphioides (A.Gray) Mold. en poblaciones de San Luis y Mendoza. JORNADAS ARGENTINAS SAB, Corrientes, 20-24 / sep/ 2007
- Juárez, M.A.; Aguirre, E.; Viturro, C.I.; Molina, A. M.;Molina, A.C.; Heit, C.; Zampini, M., Elechosa, M.A. 2007. Estudio del aceite esencial de Aloysia polystachya (Griseb.) Mold. de La Rioja y Jujuy. JORNADAS ARGENTINAS SAB, Corrientes, 20-24 / sep/ 2007
- 1978. El género Gunnera en la Argentina y Uruguay (Gunneraceae). INTA. 17 pp.

### Libros
- Zulma E. Rúgolo de Agrasar, Molina, Ana M. 2002. El género Lachnagrostis (Gramineae: Agrostideae) en América del Sur. En Freire-Fierro, A.

& D. A. Neill (eds.). La Botánica en el Nuevo Milenio, Memorias del III Congreso Ecuatoriano de Botánica. Publicaciones de la Fundación Ecuatoriana para la Investigación y el
Desarrollo de la Botánica FUNBOTANICA 4. Quito. 260 pp.
- Molina, Ana María & Zulma E. Rúgolo. 2006. Flora Chaqueña Argentina (Formosa, Chaco y Santiago del Estero): Familia Gramíneas. Colecc. Ci. Inst. Nac. Tecnol. Agropecu. 23: 848 pp.
- Freire, S. & Molina, A. M. 2007. Flora Chaqueña – Argentina- (Chaco, Formosa y Santiago del Estero). Familia Compositae. Colección Científica del INTA. 800 pp. y 270 ilustraciones. (Presentado para su impresión)

## Honores
- Directora del Jardín Botánico Arturo E. Ragonese (JBAER)
- Directora de la Flora chaqueña del IRB-INTA-Castelar[2]

"Red Argentina de Jardines Botánicos" (RAJB)
- fundadora y presidente durante los Períodos 1998/2003 y 2004/2007 y Vocal Titular período 2007-2009

"Asociación Amigos del Jardín Botánico Arturo E. Ragonese
- fundadora y presidente período 2008-2011. Sede JBAER-INTA Castelar

- La abreviatura «A.M.Molina» se emplea para indicar a Ana María Molina como autoridad en la descripción y clasificación científica de los vegetales.[3]